# Інгрід Клімке
Інгрід Клімке (нім. Ingrid Klimke) (народилася 1 квітня 1968 року у в Мюнстері, Німеччина) - німецька вершниця, Олімпійська чемпіонка, яка виступає у кінному триборстві. Вона брала участь у 5 Олімпійських іграх з 2000 до 2016 року. На своєму коні Абраксасі вона виграла 2 командних золотих медалі для триборної команди Німеччини на літніх Олімпійських іграх у 2008 та у 2012 році. У 2016 році вона виграла срібло на Хейл-Бобі [Архівовано 19 вересня 2019 у Wayback Machine.].
Інгрід - донька німецького вершника Райнера Клімке. Як і її батько, вона виступає на змаганнях з кінного триборства та з виїздки на міжнародному рівні.  У 2002 році вона зайняла 7 місце на Чемпіонаті світу з виїздки на своєму коні  Некторі ван хет Карельшоф.

У січні 2012 року вона була визнана "Reitmeister" (Вершник-Майстер, спеціальний титул Німецької федерації кінного спорту). Ігрид Клімке - друга жінка в історії, якій було надано цей титул. 

## Виступи на Олімпіадах
| Олімпіада   | Дисципліна           | Місце              |
| ----------- | -------------------- | ------------------ |
| Сідней 2000 | триборство, командні | 4                  |
| Афіни 2004  | триборство, особисті | участь             |
| Афіни 2004  | триборство, командні | 4                  |
| Пекін 2008  | триборство, особисті | 5                  |
| Пекін 2008  | триборство, командні | 1                  |
| Лондон 2012 | триборство, особисті | не стартувала к4/4 |
| Лондон 2012 | триборство, командні | 1                  |
| Ріо 2016    | триборство, командні | 2                  |